# Tujmazi járás
A Tujmazi járás (oroszul Туймазинский район, baskír nyelven Туймазы районы) Oroszország egyik járása a Baskír Köztársaságban.

## Népesség
- 1970-ben 47 400 lakosa volt, melyből 24 175 baskír (51%), 15 897 tatár (33,5%).
- 1989-ben 30 654 lakosa volt, melyből 9 588 baskír (31,3%), 17 252 tatár (56,3%).
- 2002-ben 30 923 lakosa volt, melyből 18 515 baskír (59,87%), 8 381 tatár (27,1%), 2 684 orosz (8,68%), 585 csuvas, 140 német, 138 mari.
- 2010-ben 64 389 lakosa volt, melyből 29 403 baskír (45,7%), 19 305 tatár (30%), 13 070 orosz (20,3%), 865 csuvas, 352 mari, 294 ukrán, 158 mordvin, 56 fehérorosz, 28 udmurt.

| Lakosok száma | 53 846 | 48 533 | 30 654 | 129 993 | 131 225 | 130 942 | 132 053 | 132 349 | 132 448 | 131 728 |
|               | 1939   | 1970   | 1989   | 2008    | 2010    | 2012    | 2014    | 2016    | 2018    | 2021    |